# Castell de Rajadell
El Castell de Rajadell és un castell termenat del municipi de Rajadell (Bages) declarada bé cultural d'interès nacional. Es troba sobre un turó i fou, juntament amb l'església, l'origen del poble al qual pertany. Tot i que podem dir que correspon al gòtic (un dels murs i elements decoratius, que podrien ser dels segles xiii o xiv) i al segle xvii, és difícil, però, establir quines parts corresponen a cada moment perquè ha estat reconstruït diverses vegades.

## Descripció
És un gran casal gòtic al centre de la població, en un puig molt degradat i en perill de ruïna. És un antic castell, una fortificació militar de base romànica, modificada al gòtic i ampliada als segles següents fins a adquirir la fesomia d'una masia fortificada gairebé de planta quadrada amb obertures a totes les cares que no li resten el seu aspecte fortificat. És format per tres cossos i s'hi conserven encara estances de les diferents etapes habitades, una petita cambra subterrània, la masmorra (que posteriorment es feu servir com a celler), a més de la sala d'armes, les alcoves, l'estable, la cuina, les habitacions, el menjador, les espitlleres de forma quadrada, la casa del masover, etc.

## Història
Documentat des de 1063, amb el nom de Castri Ridagel o Castro Agello, segons la font. Aquesta obra gòtica orgull de la família Rajadell és un dels més grans i ben conservats de la comarca. Els Rajadell, senyors del terme, participaren en guerres com la de Provença, Navarra, Almeria, Sardenya i Mallorca. Els senyors són documentats a partir de l025 i especialment el 1113 vinculats a la família dels Cardona.
El castell i l'església van ser damnificats per les forces joanistes en el transcurs de la guerra de la generalitat contra el rei Joan II (1462-1472), després de la qual Joan berenguer de Rajadell reparà els desperfectes esmentats.
Durant el segle xiv i xv, el petit monestir de canongesses de Santa Llúcia de Rajadell estava sota el protectorat del senyor del castell. Els Rajadell el van vendre en pública subhasta durant la primera meitat del segle xvi a Francesc de Cruïlles. Posteriorment seria propietat de Bernat Aimeric que posseïa la parròquia de Monistrolet; al segle xviii el castell va passar als Pignatelli que fa pocs anys el van vendre a particulars, també es van vendre els seus dominis al Bages i al peu del castell fragmentant-los en parcel·les les quals van donar lloc al naixement del poble de Rajadell.
Durant la guerra civil, el castell va ser requisat i utilitzat pel comitè revolucionari, i es van perdre pràcticament la totalitat dels objectes de valor que hi havia.